# Орлов, Николай Андреевич
Никола́й Андре́евич Орло́в (14 [26] февраля 1892, Елец ― 31 мая 1964, Грэнтон-он-Спей, Шотландия) ― русский пианист.

## Биография
Учился в Музыкальной школе Гнесиных, затем ― в Московской консерватории по классу фортепиано Константина Игумнова (окончил в 1910), а также частным образом изучал композицию и контрапункт у Танеева. 
В 1912 впервые выступил с сольной программой, и в тот же год дал премьеру Первого фортепианного концерта Глазунова. 
В 1913―1915 гг. преподавал в музыкально-драматическом училище Московского филармонического общества, в 1916―1921 был профессором Московской консерватории.
В 1921 выехал на гастроли, выступал в Германии и Франции, где и остался; жил в Париже. В 1924 дебютировал в Лондоне, 28 октября 1926 — в Нью-Йорке (Эолиан Холл). 
В 1920-30-е гг. гастролировал в Северной и Южной Америке, Европе; был особенно популярен в Скандинавии, Италии, Голландии. Цикл из пяти шопеновских программ, сыгранный им в Лондоне в 1933 г., стал одним из выдающихся музыкальных событий.
В 1947 г. провёл два пятинедельных курса в музыкальном колледже города Цинциннати (штат Огайо).
С 1948 г. обосновался в Шотландии. В 1961 г. дал благотворительный концерт в Русской консерватории в Париже.

## Творчество
Орлов ― пианист высочайшей техники и романтического стиля, относящегося больше к манере игры XIX века, чем к новой русской школе. Умение достичь поэтических звуковых эффектов ярко проявилось в исполнении Орловым сочинений Шопена, Шумана и Скрябина. В то же время демонстрировал виртуозный размах и масштабность при исполнении Третьего концерта С.Рахманинова, Первого концерта Н.Метнера.
Выступал с оркестрами под управлением А.Глазунова, Сергея Кусевицкого. Играл в ансамбле с виолончелистами С. Антони, А. Сала. Концертмейстер Нины Кошиц.
Запись прелюдий Шопена в исполнении Н.Орлова хранится в фонотеке Музея музыкальной культуры им. М.Глинки.
Н.Орлову посвящены:
- одна из пьес op.52 С. Прокофьева
- 3-я соната Н. Мясковского
- Вальс Г. Катуара, op. 30
- "Три фрагмента" Г. Крейна, op. 6

## Награды
- Орден Леопольда I